# Герман Парижский
Герман Парижский (фр. Germain de Paris, лат. Germanus Parisiensis; ок. 496, Отён — 28 мая 576, Париж) — епископ Парижа, государственный деятель.
Почитается в католичестве и православии как святой.

## Биография
О детстве и юности св. Германа Парижского известно мало. Он родился около 496 года в богатой галло-римской семье в бургундском городе Отён, по окончании обучения стал диаконом, а около 530 года был рукоположён в священники. В 540 году он стал аббатом бургундского монастыря св. Симфориана. В 555 году по пожеланию франкского короля Хильдеберта I Герман был посвящён в сан епископа и назначен на должность парижского епископа.
На посту епископа Парижского Герман вскоре снискал всеобщее уважение. Он усердно боролся за чистоту нравов клира, обличал пороки знати, боролся с пережитками язычества, многократно и успешно выступал миротворцем в междоусобных войнах, которые вели между собой представители династии Меровингов.
Герман участвовал в работе нескольких поместных церковных соборов, в том числе III Парижского (557), II Турского (566), IV Парижского (573).
Св. Герман основал на окраине Парижа монастырь в честь святого Викентия Сарагосского «в полях» (фр.  des prés), в котором он и был похоронен. Впоследствии монастырь превратился в одно из самых знаменитых аббатств Парижа и всей Франции, а в VIII веке был переименован в честь св. Германа в аббатство Сен-Жермен-де-Пре. По имени аббатства получил название парижский бульвар Сен-Жермен и район вокруг на левом берегу Сены.

## Прославление
Святой Герман стал почитаться святым почти сразу после смерти, в 615 году в его честь уже был назван один из монастырей. Официально канонизирован в 754 году. Память св. Германа совершается в Католической церкви 28 мая, в Православной церкви 28 мая ст.ст. / 10 июня н. ст. Наряду со св. Женевьевой и св. Дионисием почитается покровителем Парижа.
Иконографические символы св. Германа — цепь и ключи. Традиционно св. Герман Парижский считается одним из авторов чина литургии галликанского обряда.
Именем святого Германа Парижского названа одна из канадских католических архиепархий (архиепархия святого Германа).
9 марта 2017 года решением Священного Синода Русской Православной Церкви имя «святителя Германа, епископа Парижского» было внесено в месяцеслов Русской православной церкви, что означает общецерковную канонизацию.